# Vlkaneč
Vlkaneč (en allemand : Wilkanetsch) est une commune du district de Kutná Hora, dans la région de Bohême-Centrale, en République tchèque. Sa population s'élevait à 612 habitants en 2020.

## Géographie
Vlkaneč se trouve à 6 km à l'ouest-sud-ouest de Golčův Jeníkov, à 19 km au sud-sud-est de Kutná Hora et à 76 km à l'est-sud-est de Prague.
La commune est limitée par Adamov au nord, par Bratčice et Podmoky à l'est, par Golčův Jeníkov et Nová Ves u Leštiny au sud, et par Zbýšov et Šebestěnice à l'ouest.

## Histoire
La première mention écrite de la localité date de 1226.

## Administration
La commune se compose de trois quartiers :
- Vlkaneč
- Kozohlody
- Přibyslavice